# Calamus elmerianus
Calamus elmerianus är en enhjärtbladig växtart som beskrevs av Odoardo Beccari och Adolph Daniel Edward Elmer. Calamus elmerianus ingår i släktet Calamus och familjen Arecaceae. Inga underarter finns listade i Catalogue of Life.